# Fótis Kouvélis
Fótis Kouvélis (grec moderne : Φώτιος-Φανούριος Ευαγγέλου Κουβέλης), né le 3 septembre 1948 à Volos, est un avocat et un homme politique grec, leader de la Gauche démocrate.

## Carrière politique
Pendant la Dictature des colonels, il est membre des Jeunesses Lambrákis et membre fondateur du Parti communiste de Grèce (intérieur) (clandestin). Il participera au comité central sans interruption de 1975 à 1987.
En 1987, il est membre fondateur du parti de la Gauche grecque dont il devient secrétaire général. Il est également leader de la Coalition de la Gauche et du Progrès. Il sera élu au Parlement hellénique à de multiples reprises entre 1989 et 2007, au sein de cette coalition.
Il est Ministre de la Justice du gouvernement Tzannis Tzannetakis (Nouvelle Démocratie) du 2 juillet au 10 décembre 1989.
En 2007 et 2009, il est élu au sein de la Coalition de la gauche radicale (SYRIZA).
En décembre 2010, il se présente à la présidence de SYRIZA mais recueille moins d'un tiers des voix contre le jeune Aléxis Tsípras (36 ans). Il quitte alors la coalition, avec trois autres parlementaires, pour fonder la Gauche démocrate.

## Vie privée
Il est marié à Pallas Foteini (grec moderne : Φωτεινή Πάλλα). Ils ont deux filles.